# حسين أباد (كاشان)
حسين أباد هي قرية في مقاطعة كاشان، إيران. عدد سكان هذه القرية هو 79 في سنة 2006.